# Funció tècnica
Una funció tècnica és el passatge, mitjançant un dispositiu apropiat, d'un conjunt donat d'estats inicials d'un sistema, al conjunt desitjat d'estats finals. Per exemple, si el sistema és "una font d'aigua", el seu estat inicial és "impura", la "funció de purificació de l'aigua" és la transformació de l'aigua de la font perquè el seu estat final sigui "aigua pura en el grau desitjat".
La realització de la funció requereix un dispositiu capaç d'efectuar la transició de l'estat inicial al final. Per al concepte de funció tècnica no importa la manera especificada que s'aconsegueix aquesta transició, sinó la transició mateixa. En l'exemple donat, el dispositiu és "un sistema de purificació d'aigua" que pot realitzar-se de moltes maneres: sistema de filtres, agregat de substàncies químiques que precipitin les impureses en suspensió, evaporació de l'aigua, etcètera. Qualsevol que sigui el dispositiu triat (que depèn de les característiques de la font, costos admissibles, grau de puresa desitjat) la funció és la mateixa, encara que tal vegada el rang de puresa final (la total és impossible d'aconseguir) variï.
El concepte de funció usat en tecnologia és el mateix que l'usat en fisiologia en retransmetre's "òrgan". L'única diferència és que en el cas tecnològic la funció tècnica la realitza un artefacte, mentre que en el fisiològic la realitza un òrgan o un sistema d'òrgans com el sistema circulatori.